# Johann Georg Beck
Pour les articles homonymes, voir Beck.
Johann Georg Beck, né le 24 avril 1676 à Augsbourg et mort le 7 août 1722 à Brunswick, est un graveur sur cuivre allemand. 

## Biographie
Johann Georg Beck naît le 24 avril 1676 à Augsbourg.
Il s'installe à Ulm vers 1700 pour échapper aux incertitudes de la guerre de Succession d'Espagne, qui menace également sa ville natale. À Ulm, il épouse Anna Elisabeth Merck en 1703, devient veuf de Hohleise et s'enfuit avec elle à Leipzig la même année. Ils y restent jusqu'en septembre 1706, lorsque les troupes suédoises menacent la ville. Ils s'enfuient à nouveau, cette fois à Brunswick. En octobre 1706, Johann Georg Beck et sa femme s'installent dans une maison du Weichbild Sack de Brunswick, au 7e étage, ouvrent un atelier de gravure sur cuivre et proposent leurs services au duc Antoine-Ulrich de Brunswick-Wolfenbüttel. Probablement vers 1711, Johann Georg est nommé graveur sur cuivre de la cour. En janvier 1712, sa première femme meurt et, la même année, il épouse Anna Elisabeth Füllekrug de Brunswick. En 1713 naît le fils Anton August Beck, qui poursuivra l'activité de son père jusqu'à sa mort en 1787.
Les affaires de Johann Georg Beck prospèrent grâce aux commissions ducales ainsi qu'aux travaux pour le Braunschweiger Kalender (Calendrier de Brunswick), qui est publié en 1710. En outre, il réalise des gravures de Brunswick, Wolfenbüttel, du château de Salzdahlum, de Hildesheim, etc. qui sont également disponibles en feuilles individuelles. Sa clientèle comprend à la fois la riche bourgeoisie ainsi que le clergé. Ses portraits gravés sont d'une qualité particulière, notamment ceux du duc Auguste-Guillaume et de son épouse Elisabeth Sophie Marie, de la duchesse Amalie et de la princesse Charlotte Christine Sophie.
Après sa mort en 1722, sa veuve se marie une seconde fois en 1725, toujours avec un graveur d'Augsbourg, Johann Georg Schmidt. Il poursuit l'atelier de Johann Georg Beck, forme son fils Anton August et lui transmet l'affaire en 1767.
Une grande partie des œuvres du père et du fils Beck se trouvent aujourd'hui au musée municipal ainsi qu'aux archives de la ville de Brunswick.

## Sélection d'œuvres

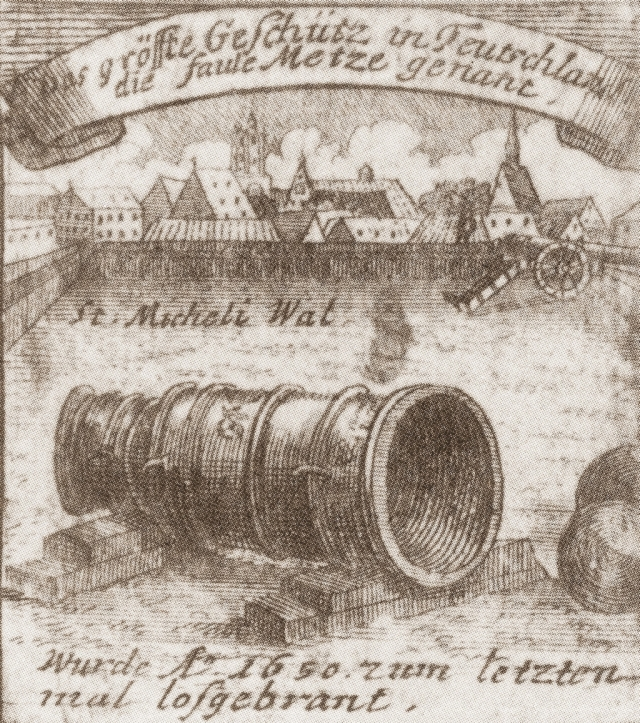
Faule Mette.
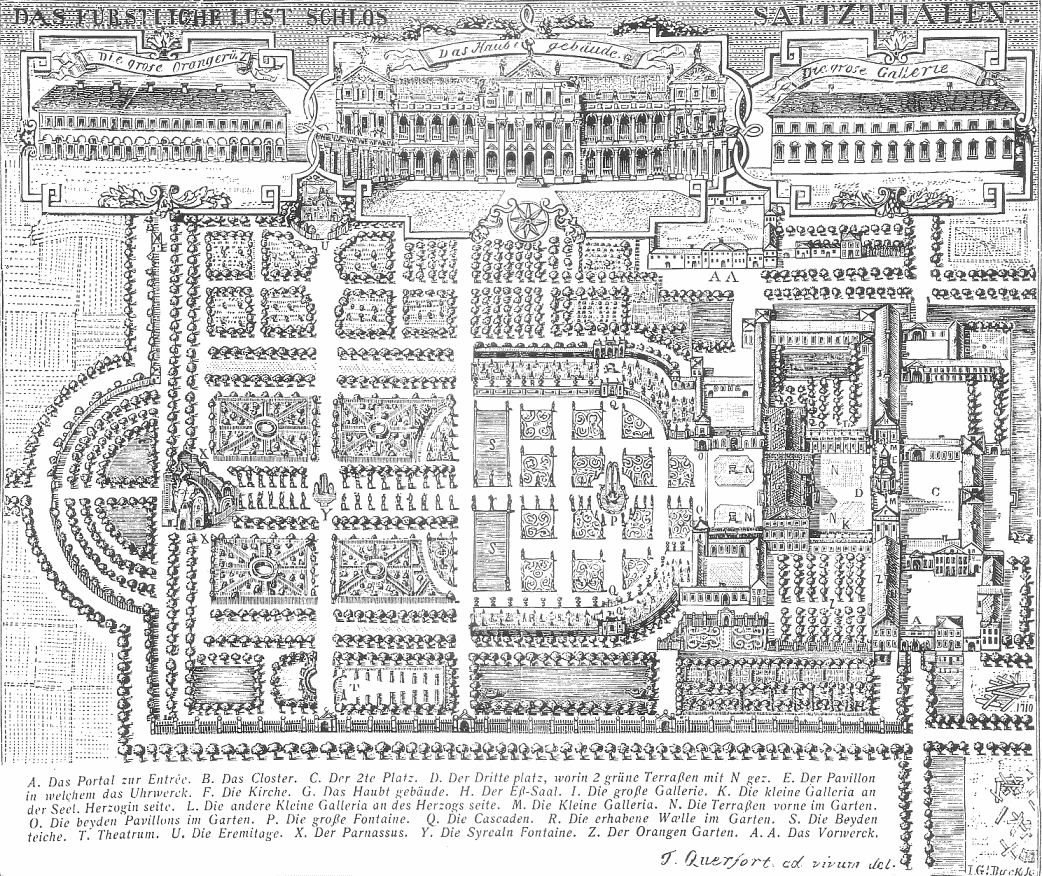
Plan du parc et du château de Salzdahlum, vers 1710.